# North Dandalup
North Dandalup – miasto w Australii, w stanie Australia Zachodnia.